# Sarcophaga lombokensis
Sarcophaga lombokensis är en tvåvingeart som beskrevs av Shinonaga 2004. Sarcophaga lombokensis ingår i släktet Sarcophaga och familjen köttflugor. Inga underarter finns listade i Catalogue of Life.